# Евразийское экономическое сообщество
Еврази́йское экономи́ческое соо́бщество (ЕврАзЭС) — существовавшая с 2001 по 2010 годы международная экономическая организация, состоящая из ряда бывших республик СССР. Была создана для эффективного продвижения её участниками процесса формирования Таможенного союза и Единого экономического пространства (сначала Россией и Беларусью, затем Казахстаном, Кыргызстаном и Таджикистаном, впоследствии — ЕврАзЭС), а также реализации других целей и задач, связанных с углублением интеграции в экономической и гуманитарной областях. Упразднена в связи с созданием Евразийского экономического союза (ЕАЭС). С 2016 года аббревиатура ЕврАзЭС в публичном пространстве используется наряду с аббревиатурой ЕАЭС.

## Состав

ЕврАзЭС в 2014 году:
Страны — участники ЕврАзЭС
Бывшие участники
Наблюдатели
Остальные страны СНГ

### Участники
- Республика Беларусь (2001—2014)
- Казахстан (2001—2014)
- Кыргызстан (2001—2014)
- Россия (2001—2014)
- Таджикистан (2001—2014)

### Досрочно прекратившие участие
- Узбекистан (2006—2008)

### Государства-наблюдатели
В соответствии с Уставом ЕврАзЭС статус наблюдателя может предоставляться государству или межгосударственной (межправительственной) организации по их просьбе. Наблюдатель имеет право присутствовать на открытых заседаниях органов ЕврАзЭС, выступать на этих заседаниях с согласия председательствующего, получать при необходимости открытые документы и решения, принимаемые органами ЕврАзЭС. Статус наблюдателя не даёт права голоса при принятии решений на заседаниях органов ЕврАзЭС и права подписи документов органов ЕврАзЭС. Государствами-наблюдателями являлись:
- Молдова (2002—2014)
- Армения (2003—2014)

## Задачи сообщества
- Завершение оформления в полном объёме режима свободной торговли (де-юре не создан, де-факто создан одновременно с созданием Таможенного союза в августе 2006 года), формирование общего таможенного тарифа и единой системы мер нетарифного регулирования;
- Обеспечение свободы движения капитала;
- Формирование общего финансового рынка;
- Согласование принципов и условий перехода на единую валюту в рамках ЕврАзЭС;
- Установление общих правил торговли товарами и услугами и их доступа на внутренние рынки;
- Создание общей унифицированной системы таможенного регулирования;
- Разработка и реализация межгосударственных целевых программ;
- Создание равных условий для производственной и предпринимательской деятельности;
- Формирование общего рынка транспортных услуг и единой транспортной системы;
- Формирование общего энергетического рынка;
- Создание равных условий для доступа иностранных инвестиций на рынки Сторон;
- Обеспечение свободного передвижения граждан государств - членов ЕврАзЭС внутри Сообщества;
- Согласование социальной политики с целью формирования сообщества социальных государств, предусматривающего общий рынок труда, единое образовательное пространство, согласованные подходы в решении вопросов здравоохранения, трудовой миграции и др.;
- Сближение и гармонизация национальных законодательств;
- Обеспечение взаимодействия правовых систем государств ЕврАзЭС с целью создания общего правового пространства в рамках Сообщества;
- Взаимодействие с ООН.

## История создания и основные этапы развития
- В 1987 году академиком А.Д. Сахаровым был предложен проект Конституции Союза Советских Республик Европы и Азии[3], в пункте 3 которого говорится о создании «Европейско-Азиатского союза».
- В 1994 году президент Казахстана Нурсултан Назарбаев предложил проект евразийского союза государств.
- В 1995—2000 годах происходил поиск оптимальных путей сотрудничества.
- 10 октября 2000 года в Астане главами государств (Беларусь, Казахстан, Россия, Таджикистан, Кыргызстан) был подписан Договор об учреждении Евразийского экономического сообщества (вступил в силу 30 мая 2001 года). В Договоре заложена концепция тесного и эффективного торгово-экономического сотрудничества для достижения целей и задач, определённых Договором о Таможенном союзе и Едином экономическом пространстве. Предусмотрены организационно-правовые инструменты реализации достигнутых договорённостей, система контроля за реализацией принимаемых решений и ответственности Сторон.
- В мае 2001 года были приняты документы, регламентирующие работу основных органов сообщества — Межгосударственного совета, Интеграционного комитета и Межпарламентской Ассамблеи ЕврАзЭС.
- В апреле 2003 года был утверждён статут Суда ЕврАзЭС.
- В марте 2004 года было подписано соглашение между ЕврАзЭС и СНГ о выполнении Экономическим судом Содружества независимых государств функций суда Евразийского экономического сообщества.
- В декабре 2003 года ЕврАзЭС был предоставлен статус наблюдателя при Генеральной Ассамблее ООН.
- В сентябре 2005 года премьер-министры стран ЕврАзЭС подписали в Душанбе базовый документ по формированию топливо-энергетического баланса государств сообщества, проект соглашения о регулировании поставок зерна на рынки сообщества.
- 7 сентября 2005 года в Санкт-Петербурге на саммите организации Центрально-Азиатского сотрудничества было принято решение объединить Организацию «Центрально-Азиатское сотрудничество» с ЕврАзЭС[4].
- В ноябре 2005 года начал свою работу Совет по финансово-экономической политике ЕврАзЭС. Сопредседатель Совета глава Минэкономразвития РФ Герман Греф отметил, что основной задачей этого органа является выработка стратегии и тактики развития сообщества и входящих в него государств в сфере экономической и финансовой политики.
- 24 января 2006 года на внеочередном заседании Межгосударственного совета ЕврАзЭС в Санкт-Петербурге был подписан протокол о присоединении Узбекистана к ЕврАзЭС.

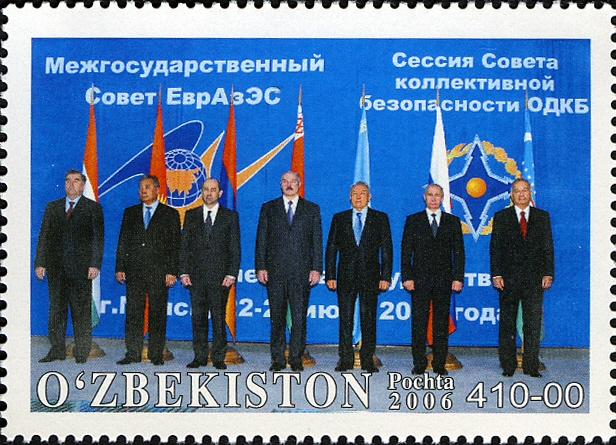
Минский саммит июня 2006 года на почтовой марке Узбекистана

- В июне 2006 года на Минском саммите стран ЕврАзЭС было принято решение, что дальнейшая работа по формированию Таможенного союза будет проходить на базе ЕврАзЭС с учётом наработок проекта Единое экономическое пространство (ЕЭП). Организационные структуры по формированию ЕЭП теперь действуют на площадке Секретариата ЕврАзЭС. Целесообразность данного решения продиктована тем, что цели и задачи ЕврАзЭС и ЕЭП идентичны: создание общего рынка и единого экономического пространства.
- В августе 2006 года на Межгосударственном совете ЕврАзЭС было принято принципиальное решение о создании Таможенного союза в составе лишь трёх государств, готовых к этому, — Беларуси, России и Казахстана.
- 2 ноября 2006 года парламент Казахстана ратифицировал протокол к соглашению между правительствами России, Беларуси, Казахстана, Кыргызстана и Таджикистана о взаимных безвизовых поездках граждан. Согласно условиям протокола, при сохранении безвизового режима между государствами — членами ЕврАзЭС вводится единый перечень документов для перемещения граждан упомянутых государств по территории Сообщества.
- 6 октября 2007 года в Душанбе прошёл саммит ЕврАзЭС, на котором была принята концепция Таможенного союза России, Казахстана и Беларуси. План действий по формированию Таможенного союза был рассчитан на три года. Также было принято решение о формировании комиссии Таможенного союза — наднационального органа. Россия получила в нём 57 % голосов, а Казахстан и Беларусь — по 21,5 %.
- В октябре 2008 года Узбекистан заявил о том, что приостанавливает членство в ЕврАзЭС из-за сомнений в эффективности и результативности деятельности этого межгосударственного объединения. 12 ноября 2008 года ЕврАзЭС официально подтвердил факт приостановления Узбекистаном членства в этой организации. Стоит отметить, что юридически понятия "приостановления членства" в регламентирующих документах ЕврАзЭС нет, поэтому де-факто можно говорить о выходе Узбекистана из Сообщества, а де-юре о том, что Узбекистан и дальше продолжался оставаться членом ЕврАзЭС.
- 12 декабря 2008 года в Москве прошло заседание межгосударственного совета стран ЕврАзЭС. На заседании было принято решение о приостановлении членства Узбекистана в ЕврАзЭС по просьбе президента этой страны Ислама Каримова. Кроме того, по итогам встречи главы правительств заключили соглашения о поощрении и взаимной защите инвестиций, соглашение о гармонизации техрегламентов, приняли концепцию формирования общего энергетического рынка государств — членов ЕврАзЭС.
- В 2009 году приступил к работе наднациональный орган Таможенного союза — Комиссия Таможенного союза, был учреждён Антикризисный фонд ЕврАзЭС, был создан Центр высоких технологий ЕврАзЭС, был подписан пакет документов, формирующих правовую базу Таможенного союза Республики Беларусь, Республики Казахстан и Российской Федерации, включающий Договор о Таможенном кодексе Таможенного союза, суд Сообщества был наделён функциями органа по разрешению споров в рамках Таможенного союза, был утверждён План действий по формированию Единого экономического пространства Республики Беларусь, Республики Казахстан и Российской Федерации, были утверждены концепции продовольственной безопасности ЕврАзЭС и создания Евразийской инновационной системы.
- После образования Таможенного союза в декабре 2010 года на саммите ЕврАзЭС в Москве были достигнуты договоренности о создании Евразийского экономического союза на базе Единого экономического пространства Беларуси, Казахстана и России.
- В октябре 2011 года был подписан договор о создании зоны свободной торговли в рамках СНГ[5]. В ходе саммита ЕврАзЭС В. Путин объявил о начале реализации планов по созданию Евразийского экономического союза на основе будущего Единого экономического пространства[6].
- В декабре 2012 года была достигнута договорённость о реорганизации ЕврАзЭС с передачей части функций Евразийской экономической комиссии. ЕврАзЭС сохранила за собой решение задач гуманитарной сферы, транспорта, энергетики и реализацию 15 межгосударственных программ.
- 24 октября 2013 года президент Казахстана Нурсултан Назарбаев на заседании Высшего Евразийского экономического совета предложил распустить Евразийское экономическое сообщество (ЕврАзЭС), поскольку с созданием Евразийского экономического союза России, Беларуси и Казахстана ЕврАзЭС как организация, во многом дублирующая его функции, не будет нужна. При этом входящие в ЕврАзЭС, но не планирующие вступать в ЕАЭС Кыргызстан и Таджикистан, по словам Назарбаева, могли бы присоединиться к Таможенному союзу в качестве стран-наблюдателей, а Армения может стать членом Таможенного союза[7].
- 10 октября 2014 года главы России, Беларуси, Казахстана, Кыргызстана и Таджикистана в Минске подписали документы о ликвидации Евразийского экономического сообщества (ЕврАзЭС) в связи с началом функционирования Евразийского экономического союза с 1 января 2015 года[8].

### Межгосударственный совет
Межгосударственный совет представлял собой высший орган Евразийского экономического сообщества, в состав которого входили главы государств и правительств сообщества. Межгосударственный совет рассматривал принципиальные вопросы Сообщества, связанные с общими интересами государств-участников, определял стратегию, направления и перспективы развития интеграции и принимал решения, направленные на реализацию целей и задач ЕврАзЭС. Межгосударственный совет собирался на уровне глав государств не реже одного раза в год, на уровне глав правительств — не реже двух раз в год. Решения принимались консенсусом. Принятые решения были обязательными для выполнения во всех государствах — членах Сообщества. Исполнение решений происходило путём принятия необходимых национальных нормативных правовых актов в соответствии с национальным законодательством.

### Интеграционный комитет
Интеграционный комитет представлял собой постоянно действующий орган Евразийского экономического сообщества, в состав которого входили заместители глав правительств государств ЕврАзЭС. К числу основных задач Интеграционного комитета относилось обеспечение взаимодействия органов ЕврАзЭС, подготовка предложений по повестке дня заседаний Межгосударственного совета, а также проектов решений и документов, контроль за реализацией решений, принятых Межгосударственным советом. Заседания Интеграционного комитета проводились не реже четырёх раз в год. Решения принимались большинством в две трети голосов. Количество голосов при принятии решений в Интеграционном комитете соответствовало взносу каждой стороны в бюджет Сообщества:
- Россия — 40 голосов;
- Беларусь — 15;
- Казахстан — 15;
- Кыргызстан — 7,5;
- Армения — 7,5.

### Секретариат
Секретариат выполнял функцию организации и информационно-технического обеспечения работы Межгосударственного совета и Интеграционного комитета. Секретариат возглавлял Генеральный секретарь Евразийского экономического сообщества — высшее административное должностное лицо сообщества, назначавшееся Межгосударственным советом. 6 октября 2007 года в Душанбе в ходе заседания Межгоссовета ЕврАзЭС генеральным секретарём Сообщества был назначен Таир Мансуров. Секретариат размещался в городах Алма-Ате (Казахстан) и Москве (Россия).

### Межпарламентская Ассамблея (далее — МПА ЕврАзЭС)
Межпарламентская ассамблея — орган парламентского сотрудничества в рамках ЕврАзЭС, рассматривавший вопросы гармонизации (сближения, унификации) национального законодательства и приведения его в соответствие с договорами, заключёнными в рамках ЕврАзЭС, в целях реализации задач Сообщества. Ассамблея формировалась из парламентариев, делегируемых парламентами стран Сообщества. В её состав входили:
- от России — 42 парламентария;
- от Беларуси — 16;
- от Казахстана — 16;
- от Кыргызстана — 8;
- от Армении — 8.

Секретариат МПА ЕврАзЭС размещался в Санкт-Петербурге.
Первым Ответственным секретарем (руководителем) МПА ЕврАзЭС был Марышев Анатолий Никитович.

### Евразийский банк развития
Евразийский банк развития — международная организация, учреждённая Российской Федерацией и Республикой Казахстан в 2006 году. Миссия ЕАБР заключается в содействии развитию рыночной экономики государств — участников банка, их экономическому росту и расширению торгово-экономических связей между ними путём осуществления инвестиционной деятельности.

### Антикризисный фонд
Антикризисный Фонд ЕврАзЭС был создан в 2009 году Арменией, Беларусью, Казахстаном, Кыргызстаном, Россией и Таджикистаном в целях содействия странам-участницам в преодолении последствий глобального кризиса, обеспечения долгосрочной устойчивости их экономик и содействия интеграционным процессам в регионе. Общая сумма Фонда составляла 8,51 млрд $. Фонд предоставлял финансовые кредиты на поддержку бюджета, платёжного баланса и курса национальной валюты, а также инвестиционные кредиты на финансирование межгосударственных проектов, способствующих интеграционным процессам между странами-участницами.

### Суд Сообщества
Суд Сообщества обеспечивал единообразное применение договаривающимися сторонами Договора об учреждении Евразийского экономического сообщества и других действующих в рамках Сообщества договоров и принимаемых органами ЕврАзЭС решений. Суд Сообщества рассматривал также споры экономического характера, возникающие между членами ЕврАзЭС по вопросам реализации решений органов ЕврАзЭС и положений договоров, действующих в рамках Сообщества. Суд ЕврАзЭС начал работу 1 января 2012 года в Минске.